# Reza Fandi
Reza Fandi (sinh ngày 15 tháng 10 năm 1987 ở Sigli) là một cầu thủ bóng đá người Indonesia hiện tại thi đấu cho Aceh United. Trước đây, anh thi đấu cho PSAP Sigli ở Indonesia Super League và cho PS Pidie Jaya.

## Thống kê câu lạc bộ
| Câu lạc bộ | Mùa giải | Super League | Super League | Premier Division | Premier Division | Piala Indonesia | Piala Indonesia | Tổng    | Tổng      |
| Câu lạc bộ | Mùa giải | Số trận      | Bàn thắng    | Số trận          | Bàn thắng        | Số trận         | Bàn thắng       | Số trận | Bàn thắng |
| ---------- | -------- | ------------ | ------------ | ---------------- | ---------------- | --------------- | --------------- | ------- | --------- |
| PSAP Sigli | 2011-12  | 32           | 1            | -                | -                | -               | -               | 32      | 1         |
| Tổng       | Tổng     | 32           | 1            | -                | -                | -               | -               | 32      | 1         |